# 浅妻船
朝妻船（あさづまぶね）は、滋賀県琵琶湖畔 朝妻（米原市朝妻筑摩）と大津と間での航行された渡船。東山道の一部。
朝妻は『和名抄』に「安佐都末」とある。朝妻川の入江に位置する。船舶がしきりに出入りしたが、慶長（1596年 - 1615年）ころから航路の便利から米原に繁栄をうばわれ、おとろえた。寿永の乱（1180年 - 1185年）の平家の都落ちにより女房たちが浮かれ女として身をやつしたものが、朝妻にもその名残をとどめ、客をもとめて入江に船をながした。
その情景を英一蝶（1652年 - 1715年）がえがいた絵『朝妻舟図』 が有名である。烏帽子、水干をつけた白拍子ふうの遊女が鼓を前に置き、船に乗っている絵は、五代将軍徳川綱吉と柳沢吉保の妻との情事を諷したものであるという。一説に英が島流しされたのはこの作品が原因であるという。英が絵に讃した小唄は、「仇しあだ浪、よせてはかへる浪、朝妻船のあさましや、ああまたの日は誰に契りをかはして色を、枕恥かし、いつはりがちなるわがとこの山、よしそれとても世の中」。「わがとこの山」は、犬上郡鳥籠山であるのを、床の山にかけたものである。
長唄などもつくられた。